# Trouble (Chef'Special)
Trouble is een nummer van de Nederlandse band Chef'Special uit 2020. Het is de eerste single van hun vierde studioalbum Unfold.
"Trouble" is 's nachts tot stand gekomen, tijdens een studiosessie van Chef'Special in de zomer van 2019. Gitarist Guido Joseph en Jan Derks hadden het refrein bedacht, maar bij het inzingen vond zanger Joshua Nolet dat het nummer nog iets miste. "We hebben het toen in een andere toonsoort gestopt, met de autotune erop en de stem omlaag gepitcht. Gewoon om te kijken of die toonsoort werkte. En dat vonden we zo tof, dat we het hebben laten staan. Daarom klinkt die stem in het refrein ook zo anders", aldus Nolet. Ondanks dat het nummer slechts de 32e positie bereikte in de Nederlandse Top 40, werd het wel een grote radiohit.